# Nadine Prévost
Pour les articles homonymes, voir Prévost.
Nadine Prévost (nom de jeune fille : Nadine Fricault), née le 7 mai 1951 à Sézanne, est une hurdleuse française. 

## Biographie
Elle participe aux Jeux olympiques d'été de 1976 à Montréal ; elle est éliminée en demi-finales.
Elle remporte la médaille d'or aux Jeux méditerranéens de 1975 à Alger.
Elle est sacrée championne de France en 1976 sur 100 mètres haies et championne de France en salle sur 60 mètres haies en 1976 et 1977.
Elle a évolué en club au SA Sézanne  jusqu'en 1967 puis au Stade de Reims à partir de 1968.